# Albino Milani
Albino Milani (Garbagnate Milanese, 11 dicembre 1910 – Milano, 9 agosto 2001) è stato un pilota motociclistico italiano.

## Carriera
Fa parte di una famiglia di motociclisti. Infatti, il fratello Alfredo ha gareggiato anch'esso nel nelle classi 350 e 500 del Motomondiale, vincendo 3 gran premi e l'altro fratello Rossano ha fatto da coequipier ad Albino negli ultimi anni di partecipazione. Del resto i tre fratelli hanno gestito per anni una conosciuta officina di riparazioni motociclistiche nel milanese ed erano definiti dalla stampa sportiva "i tre fratelli senza paura".
Albino ha iniziato a gareggiare in singolo prima della seconda guerra mondiale, riuscendo anche ad ottenere il titolo della classe 350 nel Campionato Italiano Velocità del 1936; la maggior parte della sua carriera si è però svolta su sidecar Gilera con cui ha ottenuto 4 vittorie e un secondo posto finale nel motomondiale 1952.
Si è ritirato dall'attività agonistica alla fine del motomondiale 1957, concluso peraltro con una vittoria al Gran Premio motociclistico delle Nazioni 1957, ripetendo quello dell'anno precedente, entrambi in sella alla "Gilera Quattro Cilindri sidecar".
Con quest'ultima vittoria, conseguita a 46 anni e 265 giorni, Albino Milani si aggiudicò il primato di pilota più anziano ad aver vinto una gara del Motomondiale.

## Risultati nel motomondiale
| 1949 | Classe  | Moto   |    |   |    |   |    |   |  |  |  | Punti | Pos. |
| ---- | ------- | ------ | -- | - | -- | - | -- | - |  |  |  | ----- | ---- |
| 1949 | sidecar | Gilera | NE | 5 | NE | - | NE | 3 |  |  |  | 12    | 5º   |

| 1951 | Classe  | Moto   |   |   |    |   |    |   |    |   |  | Punti | Pos. |
| ---- | ------- | ------ | - | - | -- | - | -- | - | -- | - |  | ----- | ---- |
| 1951 | sidecar | Gilera | 3 | 2 | NE | 6 | NE | - | NE | 1 |  | 19    | 3º   |

| 1952 | Classe  | Moto   |   |    |    |   |   |    |   |     |  | Punti | Pos. |
| ---- | ------- | ------ | - | -- | -- | - | - | -- | - | --- |  | ----- | ---- |
| 1952 | sidecar | Gilera | 1 | NE | NE | 2 | - | NE | 3 | Rit |  | 18    | 2º   |

| 1954 | Classe  | Moto   |    |  |  |  |    |  |  |   |    | Punti | Pos. |
| ---- | ------- | ------ | -- |  |  |  | -- |  |  | - | -- | ----- | ---- |
| 1954 | sidecar | Gilera | NE |  |  |  | NE |  |  | 7 | NE | 0     |      |

| 1955 | Classe  | Moto   |  |    |  |  |  |  |    |     |  | Punti | Pos. |
| ---- | ------- | ------ |  | -- |  |  |  |  | -- | --- |  | ----- | ---- |
| 1955 | sidecar | Gilera |  | NE |  |  |  |  | NE | Rit |  | 0     |      |

| 1956 | Classe  | Moto   |  |   |   |   |   |   |  |  |  | Punti | Pos. |
| ---- | ------- | ------ |  | - | - | - | - | - |  |  |  | ----- | ---- |
| 1956 | sidecar | Gilera |  | - | - | - | - | 1 |  |  |  | 8     | 6º   |

| 1957 | Classe  | Moto   |   |  |   |   |    |   |  |  |  | Punti | Pos. |
| ---- | ------- | ------ | - |  | - | - | -- | - |  |  |  | ----- | ---- |
| 1957 | sidecar | Gilera | - |  | - | - | NE | 1 |  |  |  | 8     | 5º   |

| Legenda | 1º posto        | 2º posto            | 3º posto            | A punti      | Senza punti        | Grassetto – Pole position Corsivo – Giro più veloce |
| Legenda | Gara non valida | Non qual./Non part. | Ritirato/Non class. | Squalificato | '-' Dato non disp. | Grassetto – Pole position Corsivo – Giro più veloce |